# Aratika
Aratika es un atolón del grupo de las Islas Palliser  de las Tuamotu, en la Polinesia Francesa. Administrativamente está incluido en la comuna de Fakarava. Está situado al oeste del archipiélago, a 47 km al norte de Fakarava y a 35 km al noreste de Kauehi.
La superficie total es de 10 km². El atolón tiene dos pasos a la laguna interior, uno al norte y otro al sur. La villa principal es Paparara, sin población permanente. Dispone de un aeródromo privado.

## Historia
La primera mención del atolón por un europeo fue hecha por el navegante alemán Otto von Kotzebue en marzo de 1824, durante su segunda expedición en la Polinesia. Posteriormente lo visitaron Jules Dumont D'Urville en septembre de  1838, así como Charles Wilkes el 3 de septiembre de 1839 en el retorno de su expedición austral. El atolón aparecía  en algunas cartas con le nombre de isla Carlshoff.